# المناولة الأولى

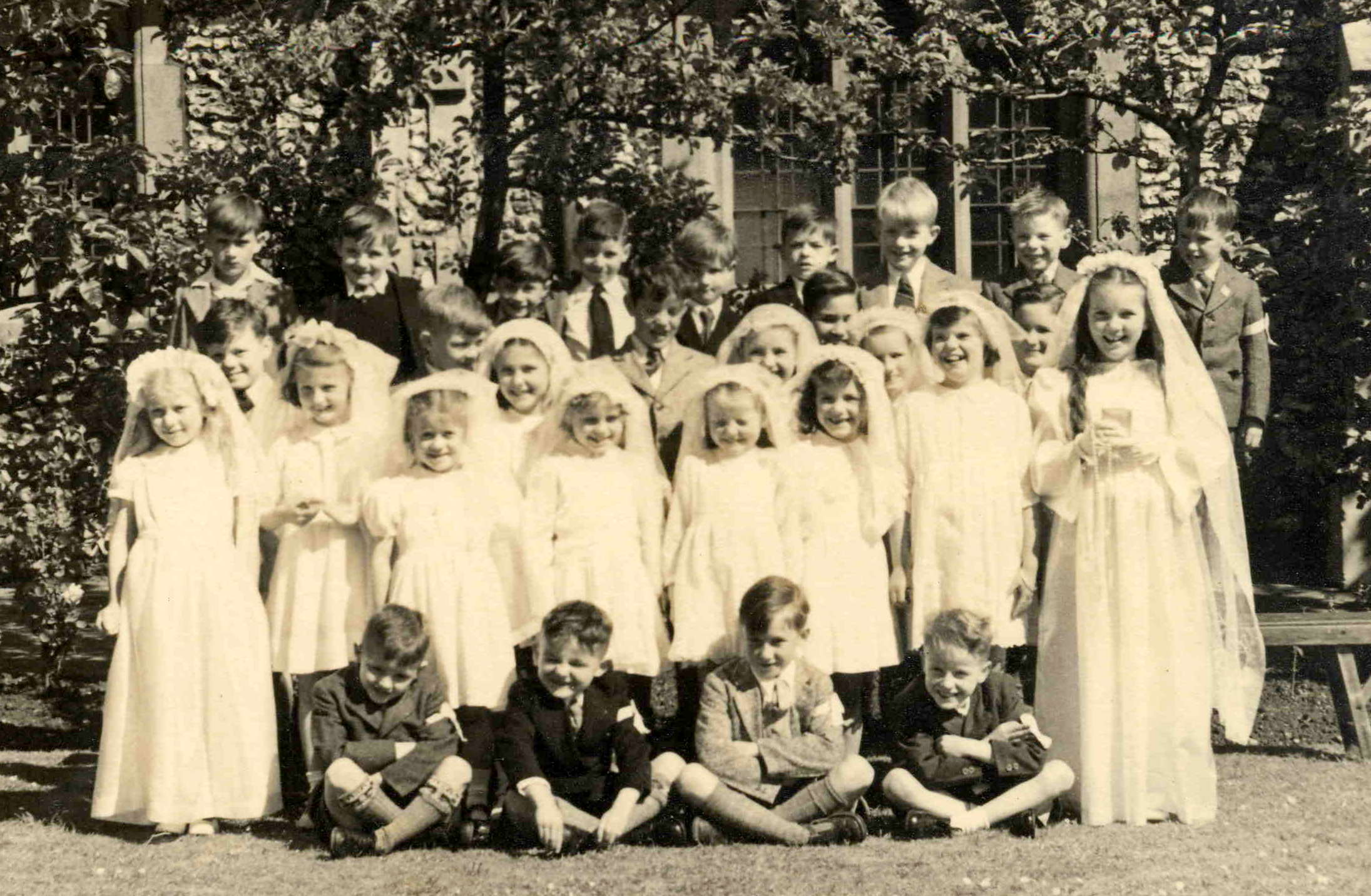
صورة تذكارية للمناولة الأولى لأطفال المان، تعود الصورة لعام 1949.

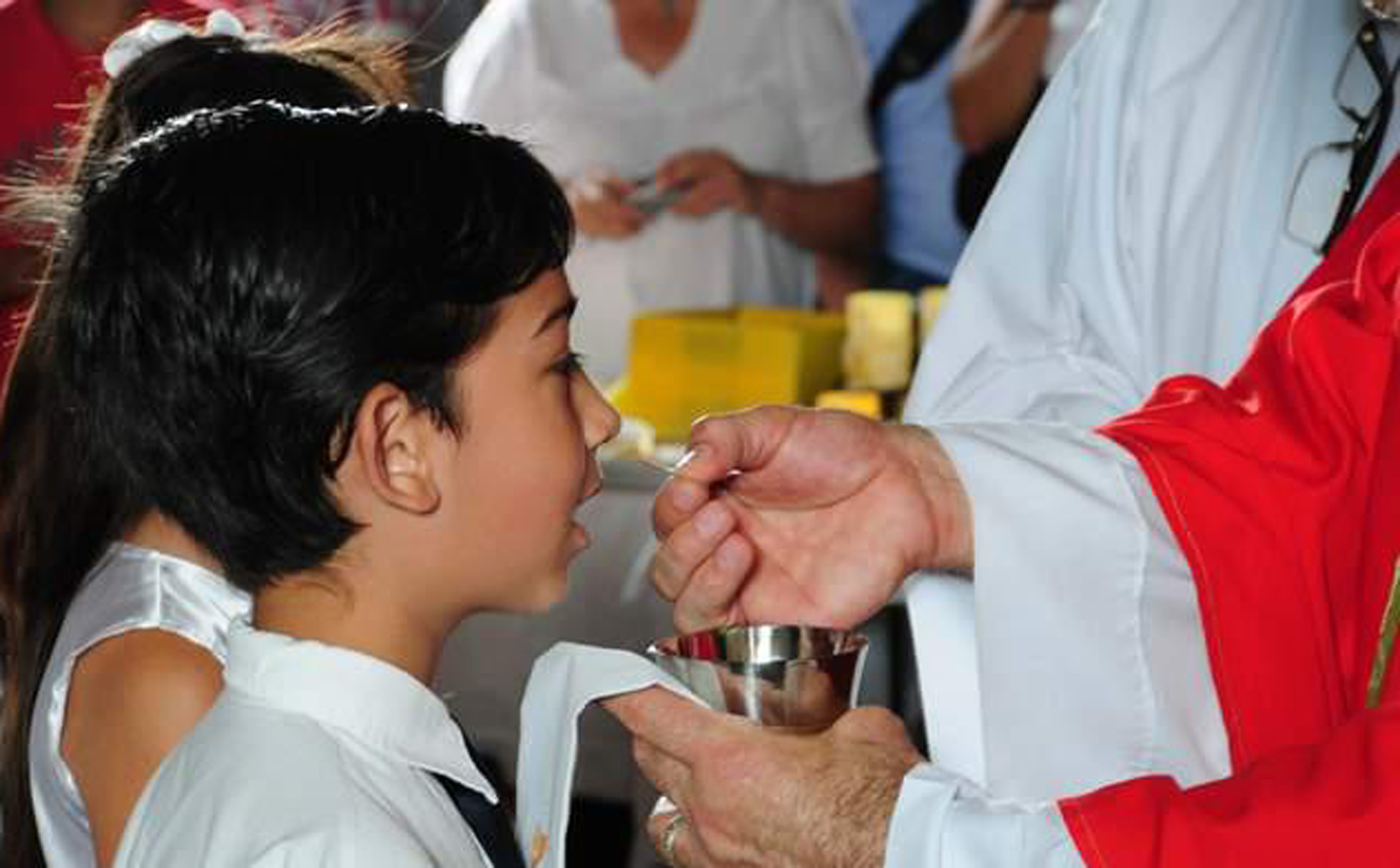
طفل يُمنح المناولة الأولى.

أول قربانة أو المناولة الأولى هو طقس احتفالي تختص فيه الكنيسة الكاثوليكية بموجبه يتم مناولة ومنح الأطفال سر التناول في سن محدد وهو بعد بلوغ الطفل سن الثامنة. يعتبر هذا الطقس حدث هام في حياة الكاثوليك الدينية حيث يتعتبر القربان المقدس وفقًا للمعتقدات الكاثوليكية ركيزة من شعائر الكنيسة الرومانية الكاثوليكية. كما ويُمارس اللوثريون تقليديًا طقس المناولة الأولى.
في المقابل يُمنح سر الإفخارستيا في الكنائس الأرثوذكسية الشرقية والمشرقية وكنيسة المشرق الآشورية والكنائس الكاثوليكية الشرقية مترافقًا مع سر العماد.
كما ويُمارس احتفال المناولة الأولى في كثير من الكنائس البروتستانتية وإن كان أقل تفصيلًا مقارنةً بالكنيسة الكاثوليكية. ويأخذ الطقس حيّز هام في الثقافات الأسبانية، والبرتغالية، والإيطالية، وبلجيكية، والفرنسية، والأمريكية اللاتينية، والإيرلندية، والنمساوية، والمجرية والبولندية.
التقاليد المحيطة بالمناولة الأولى غالبًا ما تشمل تجمعات عائلية كبيرة ووليمة غذاء على شرف المناسبة، وعادًة ما يتم ارتداء ملابس خاصة. الملابس غالبًا ما تكون بيضاء ترمز بحيث ترمز إلى النقاء. الفتيات غالبًا ما يرتدين الثياب الفاخرة والمانتيلا فضلًا عن اكليل من الزهور. وعادًة ما يتم اهداء الهدايا ذات الطابع الديني، مثل المسابح، كتب الصلاة، بالإضافة إلى التماثيل الدينية والرموز.

## معرض صور

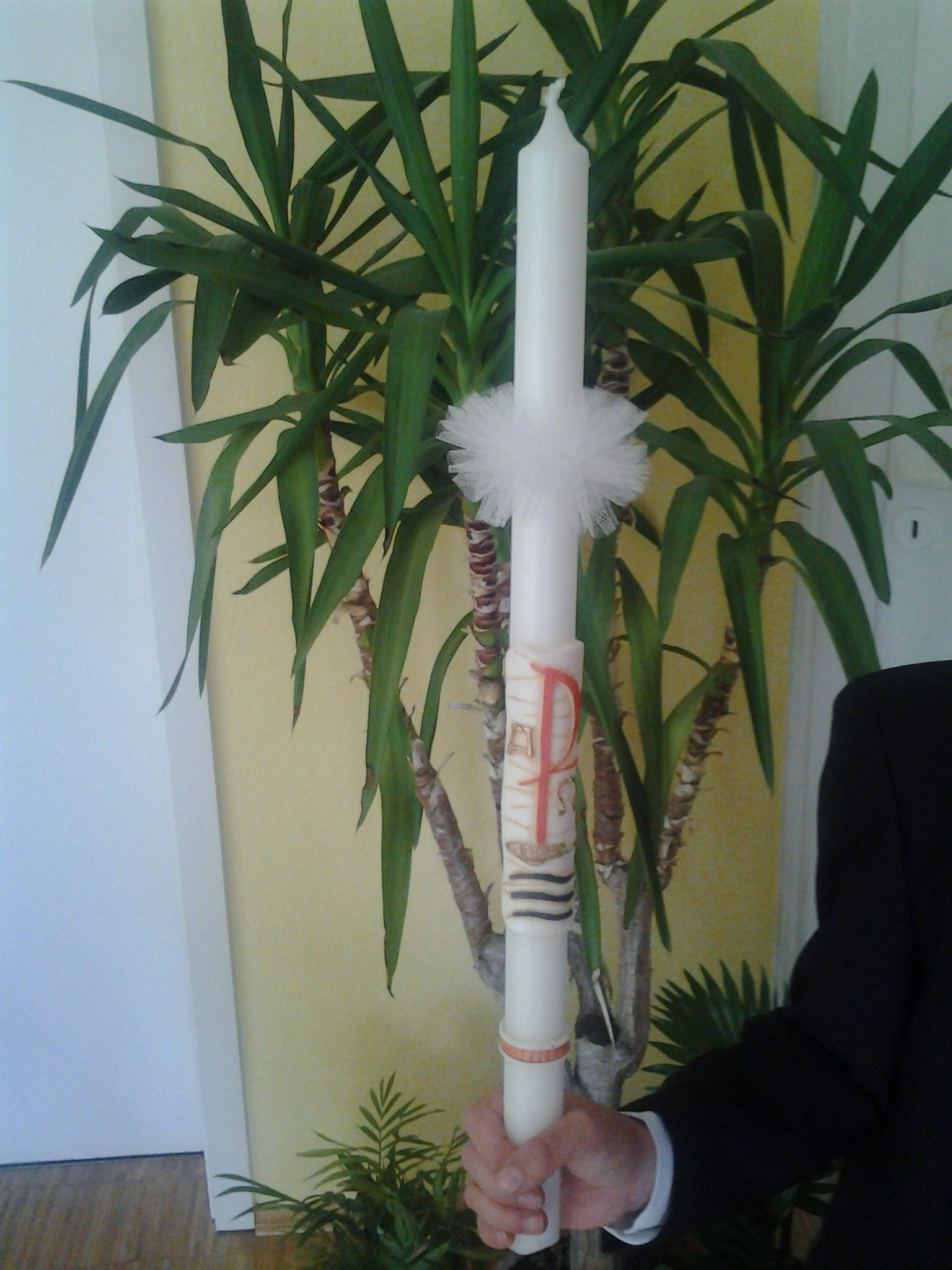
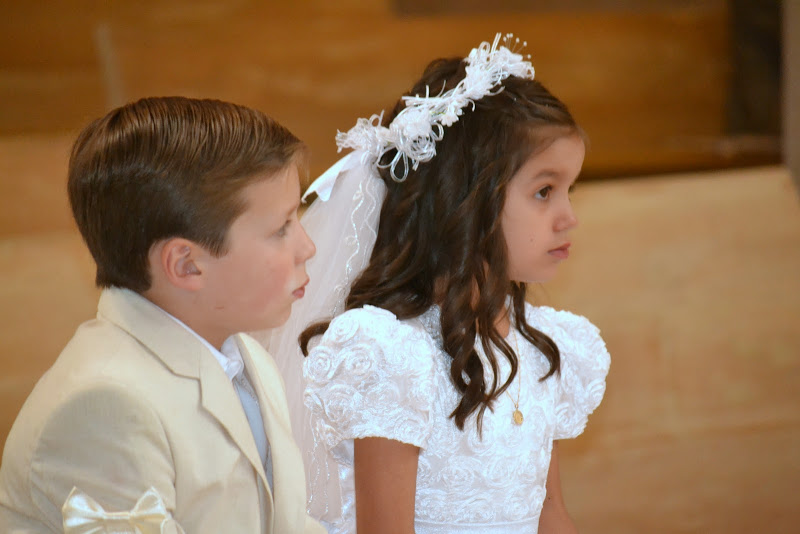
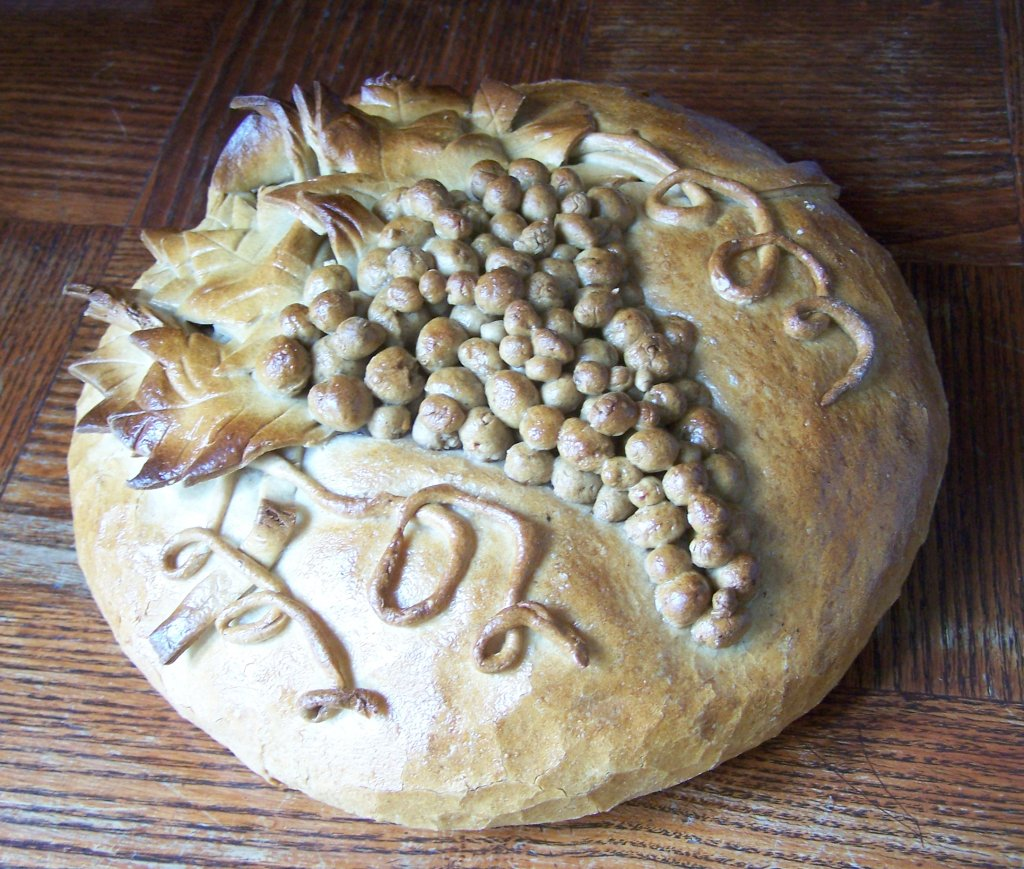
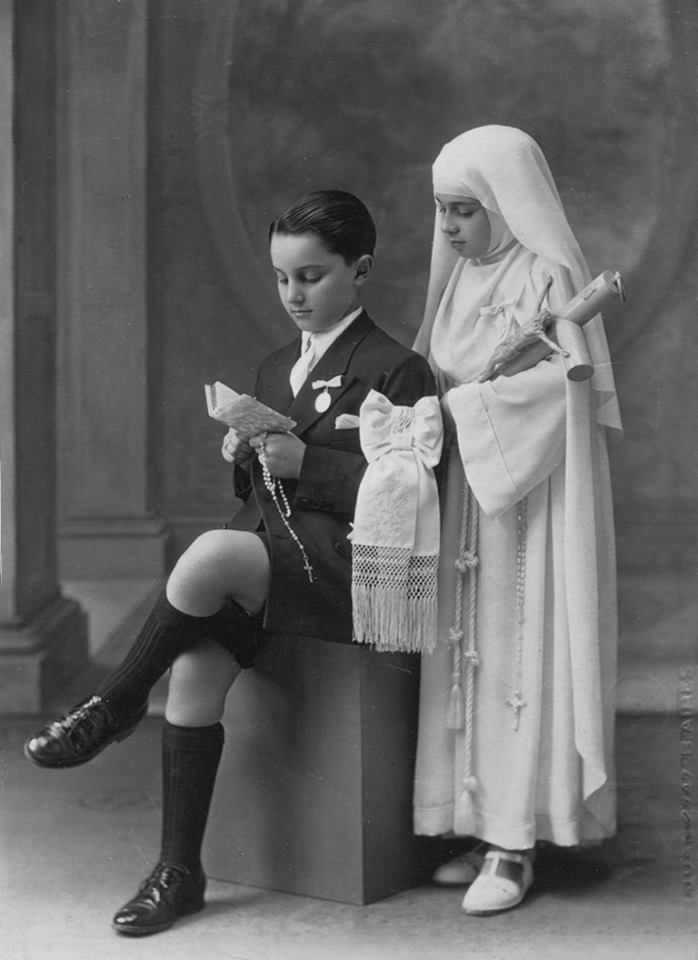
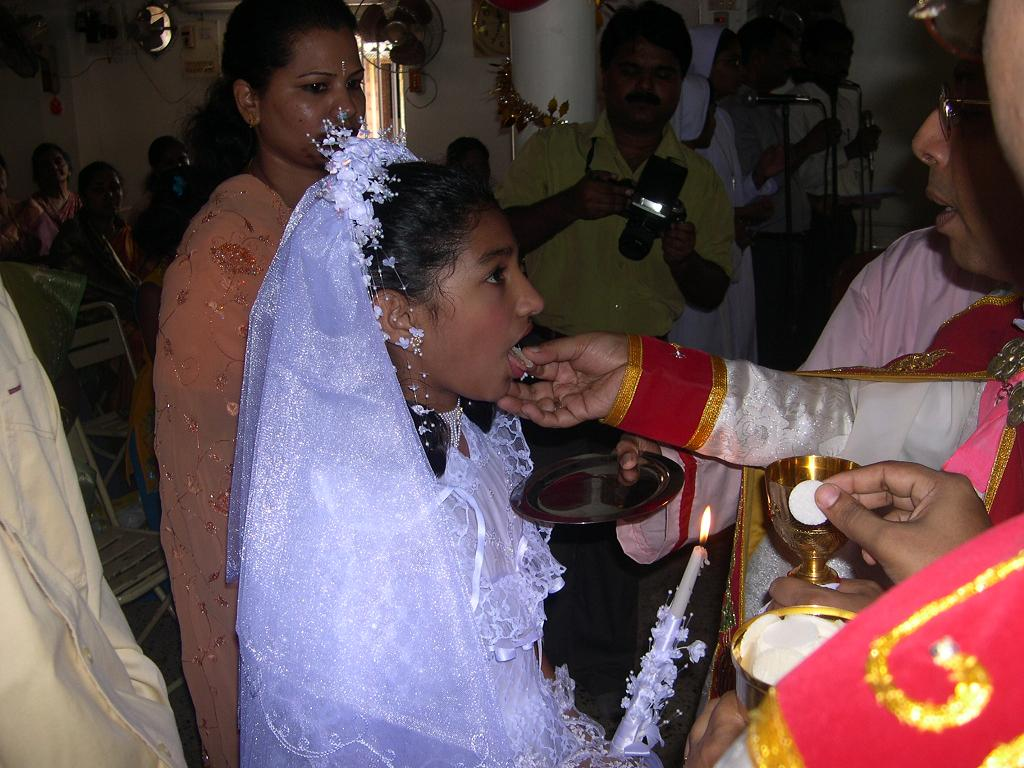
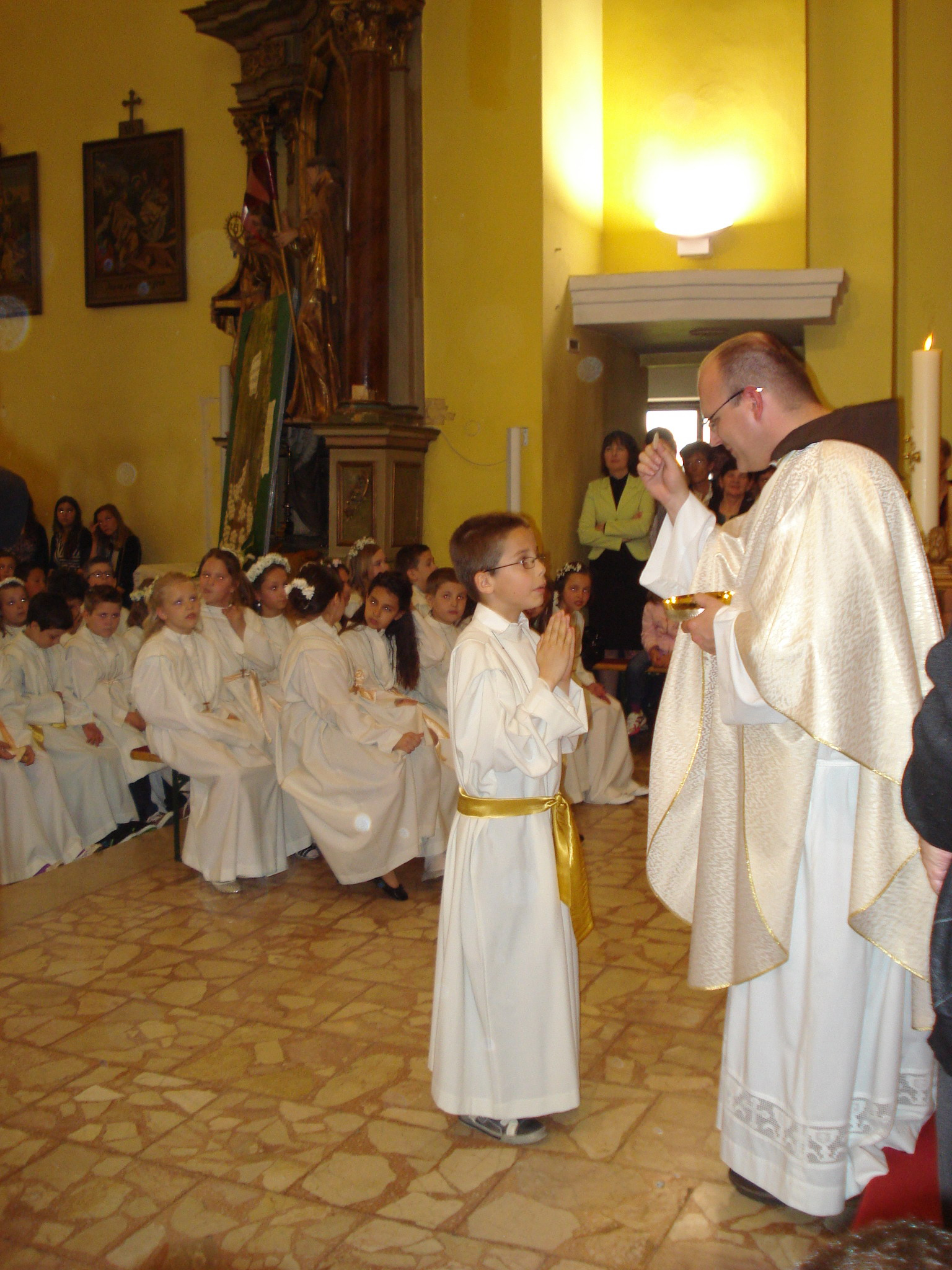

## وصلات خارجية
- Quam singulari
- A Letter from the Vatican: First Penance, First Communion
- Communion of Boys
- CATHOLIC ENCYCLOPEDIA: Communion of Children